# Singapore Airlines Cargo
Singapore Airlines Cargo war eine Frachtfluggesellschaft aus Singapur mit Basis auf dem Flughafen Singapur. Sie war eine Tochtergesellschaft der Singapore Airlines und Mitglied der Luftfahrtallianz WOW. Nun fliegt sie unter dem Namen von Singapore Airlines.

## Geschichte

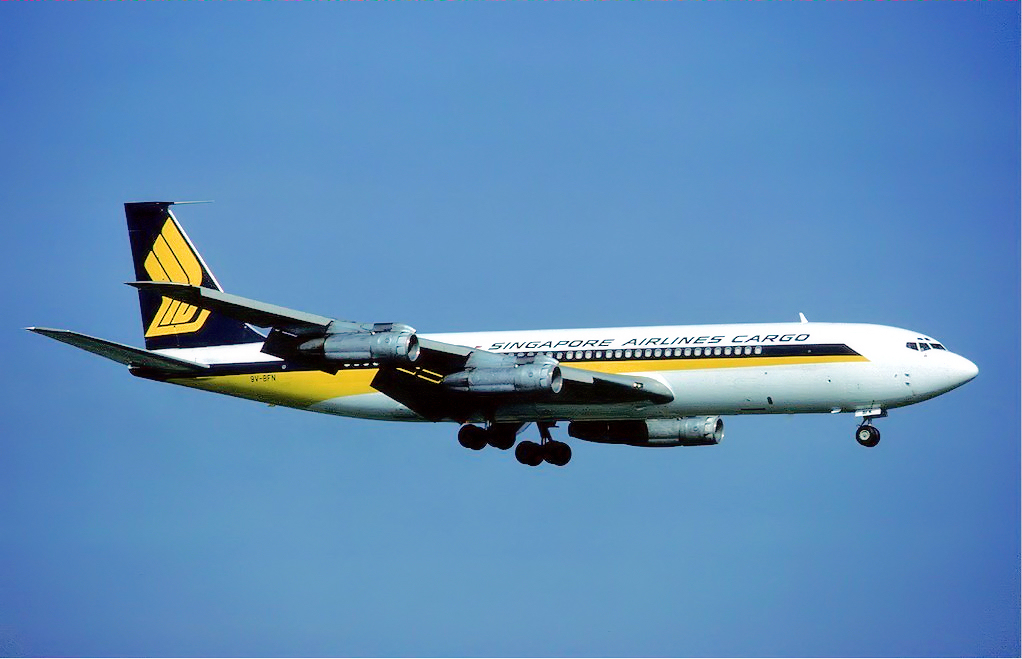
Boeing 707-300C der Singapore Airlines Cargo im Jahr 1979

Singapore Airlines Cargo wurde 2001 als eigenständiges Unternehmen aus Singapore Airlines ausgelagert. Zu Beginn mietete sie Frachtflugzeuge der Singapore Airlines sowie die Frachtraumkapazitäten ihrer Passagierflugzeuge an. Der erste Weltumrundungsservice wurde Ende Oktober 2001 gestartet. 2006 beteiligte Singapore Airlines Cargo sich mit 25 % an der zu dieser Zeit neu gegründeten chinesischen Frachtfluggesellschaft Great Wall Airlines aus Shanghai, die zwischenzeitlich in China Cargo Airlines aufgegangen ist. Am 19. Mai 2017 gab die Airline bekannt, ihre Frachtflotte bis Anfang 2018 wieder in die Muttergesellschaft Singapore Airlines integrieren zu wollen. Dort sollen sieben der ehemals bis zu 17 Boeing 747-400F weiter betrieben werden.

## Flugziele
Singapore Airlines Cargo führte von ihren Drehkreuzen in Singapur, Brüssel und Schardscha weltweite Frachtflüge durch, so wurden Flughäfen in Afrika, Asien, Europa, Nordamerika und Ozeanien bedient. Deutschsprachige Ziele waren Frankfurt, München und Zürich.

## Flotte
Mit Stand Januar 2023 besteht die Flotte der Singapore Airlines Cargo aus neun Frachtflugzeugen mit einem Durchschnittsalter von 10,7 Jahren:
| Flugzeugtyp     | Anzahl | bestellt | Anmerkungen                                                    | Kapazität (in Tonnen) | Durchschnittsalter |
| --------------- | ------ | -------- | -------------------------------------------------------------- | --------------------- | ------------------ |
| Airbus A350F    |        | 7        | Auslieferung ab Ende 2025; SIA wird Erstkunde der Airbus A350F | 109,0                 |                    |
| Boeing 747-400F | 7      |          |                                                                | 128,5                 | 19,2 Jahre         |
| Boeing 777F     | 2      | 3        | Betrieben für DHL Aviation                                     | 102,8                 | 0,4 Jahre          |
| Gesamt          | 9      | 10       |                                                                |                       | 10,7 Jahre         |